# Джулинка
Джу́линка — село в Україні, адміністративний центр Джулинської сільської громади Гайсинського району Вінницької області.

## Географія
Стара частина села розташована в низовині річки Південний Буг, а нова — на горбистому березі цієї річки.
Назва Джулинка, про це писав землякам педагог-історик, поет М. Г. Тхорук з Криму, з'явилася тоді, коли споруджували вузькоколійну залізницю Вінниця — Гайворон (1882—1896). Саме після відкриття станції на фасаді будівлі встановили вивіску Джулінка, з російським «и». У 1970-х роках залізницю перешито на широку колію.
Через станцію Джулинка курсує приміський поїзд сполученням Гайворон — Вінниця.

## Історія

### Походження назви
За народними переказами село існує дуже давно. Початком його, як пише у «Трудах Подольского єпархіального історично-статистичного комітету» (9-й випуск, 1901 р.) священик-просвітитель Євфимій Сецінський, послужили сторожові пости проти татар за 20 верст від колишньої фортеці, на місці якої тепер розташувалося містечко Хащувате. На його землях збереглося дуже багато валів і курганів. Кажуть, що свою назву Джулинка одержала від тюркського слова «джуя», що означає «сміливий»; так називали татари місцевих хоробрих сторожових козаків. 
(Що до походження назви села від слова “Джуя” це лише легенда яка нічим не підтверджена. В татарській мові слово “сміливий” перекладається як “батир”. До того ж навала монголо татарів була в 13 ст., а село засноване в 1681 року. На карті Боплана 1648 року Джулинки ще немає.)
Спочатку населений пункт називали Джулинки, як Ставки, Берізки. У минулому столітті часто можна було почути від тамтешніх старих людей: «Я пішов у Жулинки».

### У Російській імперії
У 1863 році в Джулинці відкрили першу парафіяльну школу, для якої у 1869 році звели окремий будинок. На початку 1870-х років школу відвідувало близько 70 хлопчиків та 10 дівчаток щорічно. Згодом у 1892 р. в Джулинці почала працювати окрема церковнопарафіяльна школа для дівчаток, а у 1899 році — церковна школа грамоти.

### У складі УНР
7 (20) листопада 1917 року, відповідно до Третього Універсалу Української Центральної Ради, увійшло до складу Української Народної Республіки.
З 1921 року — у складі УСРР.

### У радянській Україні
Під час другого голодомору у 1932—1933 роках, проведеного радянською владою, загинуло 710 осіб.
Під час Другої світової війни діяло гетто, куди нацистами насильно зганялися євреї.

### У Незалежній Україні
15 липня 2016 року первісно Джулинська сільська громада була утворена  шляхом об'єднання Джулинської та Чернятської сільських рад Бершадського району.
12 червня 2020 року шляхом об'єднання Джулинської, Дяківської, Мʼякохідської, Серебрійської, Серединської, Ставківської, Тернівської, Тирлівської, Чернятської, Шляхівської сільських рад утворена об'єднана Джулинська сільська громада.
19 липня 2020 року, в 
результаті адміністративно-територіальної реформи та ліквідації Бершадського району, село увійшло до складу Гайсинського району.

## Галерея

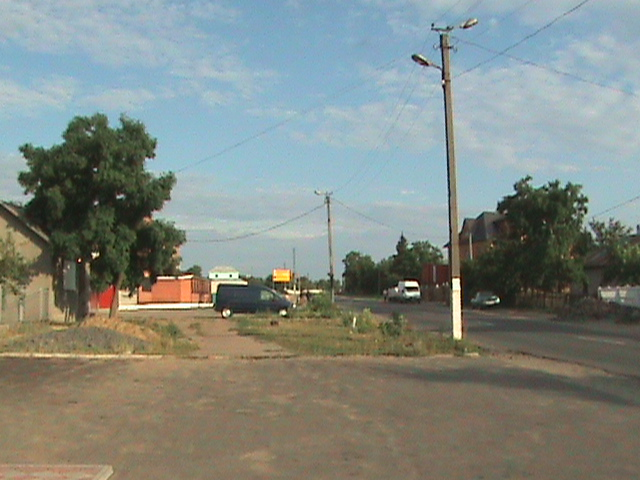
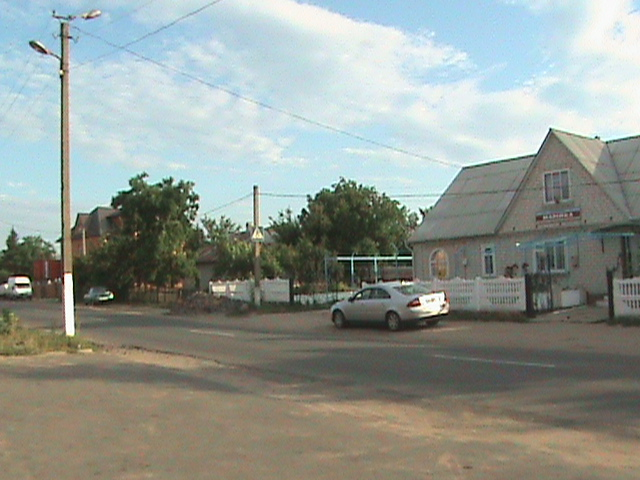
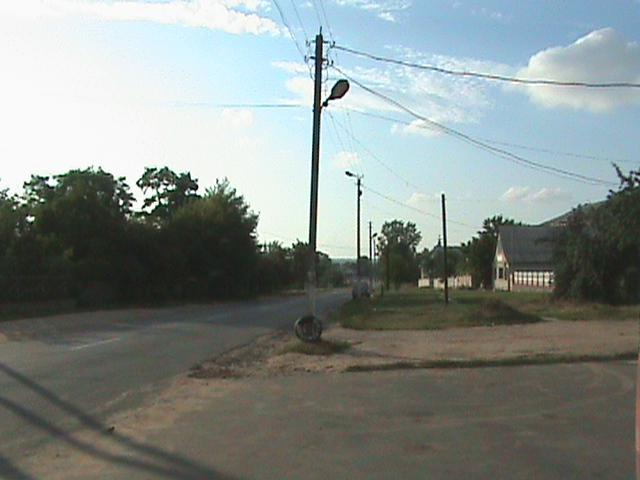

## Уродженці села
- Дугельна Тетяна Миколаївна (*1975) — українська письменниця, сімейний психолог-психотерапевт.
- Івасик Никофор Федорович — повний кавалер Георгієвського хреста.
- Могилко Костянтин Вікторович — український військовик, полковник, командир літака, командир ескадрильї «Блакитна стежа», Герой України. Щороку проводив шкільні літні канікули у бабусі в Джулинці. 19 серпня 2015 року в селі на вулиці, названій на його честь, відкрито пам'ятний знак герою[5].
- Павляк Сергій Миколайович (16.05.1997 — 06.10.2023) — український військовик, учасник російсько-української війни[6].
- Печений Степан Хомич (нар. 10.07.1930) — заслужений майстер народної творчості УРСР.
- Пойдюк Григорій Карпович (нар. 05.06.1930) — Герой Соціалістичної Праці.
- Поліщук Іван Павлович — заслужений лікар УРСР.
- Степовий Олексій Пилипович (*1927) — український самобутній художник-аматор.
- Чабан Анатолій Юзефович (*1946) — український історик, науковець, педагог, громадський діяч.
- Юзько Олександр Михайлович (нар. 1954) — український лікар, професор.
- Цимбал Віктор Олексійович — український письменник.